# Östervång
Östervång är en bebyggelse i Västra Vrams distrikt i Kristianstads kommun i Skåne län, belägen just söder om Tollarp. Bebyggelsen har sedan 1990 klassats som en småort. Vid avgränsningen 2020 klassades bebyggelsen in i två bebyggelseenheter, denna och en ny utbruten söder om denna, Östervång södra, även den klassad som en småort, vilken vid avgränsningen 2023 åter klassades som del av denna småort.

## Befolkningsutveckling
| Befolkningsutvecklingen i Östervång 1990–2015 | Befolkningsutvecklingen i Östervång 1990–2015 | Befolkningsutvecklingen i Östervång 1990–2015 | Befolkningsutvecklingen i Östervång 1990–2015 | Befolkningsutvecklingen i Östervång 1990–2015 |
| --------------------------------------------- | --------------------------------------------- | --------------------------------------------- | --------------------------------------------- | --------------------------------------------- |
|                                               |                                               |                                               |                                               |                                               |
| År                                            |                                               |                                               | Folkmängd                                     | Areal (ha)                                    |
| 1990                                          | 1990                                          |                                               | 67                                            | 10#                                           |
| 1995                                          | 1995                                          |                                               | 69                                            | 11#                                           |
| 2000                                          | 2000                                          |                                               | 66                                            | 11#                                           |
| 2005                                          | 2005                                          |                                               | 55                                            | 11#                                           |
| 2010                                          | 2010                                          |                                               | 51                                            | 11#                                           |
| 2015                                          | 2015                                          |                                               | 108                                           | 37#                                           |
| Anm.: # Som småort.                           |                                               |                                               |                                               |                                               |